# Admetovis oxymorus
Admetovis oxymorus là một loài bướm đêm trong họ Noctuidae.